# Uberlândia Tigers
O Uberlândia Tigers é um time de beisebol da Universidade Federal de Uberlândia (UFU) sediado no bairro Santa Mônica, na cidade de Uberlândia. Mais conhecidos apenas como "Tigers udi", começou como um time das engenharias, porém admiradores de vários outros cursos demonstraram interesse então passou a integrar todas as áreas.

## História
No início de 2010, o aumento do número de admiradores pelo esporte fez com que a Associação Atlética Acadêmica das Engenharias (AAAE) abrisse vagas para mais uma modalidade esportiva presente em eventos como o Torneio Universitário de Barão Geraldo (TUBARÃO), Taça Universitária de São Carlos (TUSCA).